# 恋の情報網 (1942年の映画)
『恋の情報網』（こいのじょうほうもう、Once Upon a Honeymoon）は、1942年のアメリカ合衆国のロマンティック・コメディ映画。監督はレオ・マッケリー、出演はジンジャー・ロジャースとケイリー・グラントなど。日本では劇場未公開となっている。

## ストーリー
アメリカのニュースキャスター・オトゥールは、ウィーンで人気女優オハラと男爵のルーバーが結婚するとの情報をキャッチ。情報は確かだったが、ルーバーはナチスと親しい人物であり、オトゥールはオハラの身を案じて２人を別れさせようと画策を始める。ヒトラーの側近であるルーバーは諸外国で破壊活動に手を染めており、オトゥールはポーランドの要人に情報を提供。要人は暗殺されたが、ルーバーも逮捕・投獄される。オトゥールはオハラと行動を共にし、やがてオハラは芸名のオハラを捨てて本名のバット＝スミスを名乗るようになる。ポーランドで空襲に巻き込まれた２人は身分証明書を失い、ナチスの官憲に逮捕されるが、身元を証明する人物が現れたため収容所送りは免れる。２人は苦労してパリに移動するが、ここでバット＝スミスはレジスタンスの男と意気投合してしまい、自身もレジスタンスの一味に入ってしまう。この頃ルーバーは出獄して再びヒトラーのために動き始めており、バット＝スミスはスパイのつもりでルーバーの家へ戻る。スパイ活動はうまくいくと思われたが、ルーバーにばれてレジスタンスの男が殺されてしまう。ルーバーはバット＝スミスを監禁状態に置くが、かつてバット＝スミスが窮地を救った人物の機転により脱出に成功。オトゥールはナチスに従うふりをしてある奇策を打つ。それは自分がキャスターを務める対米放送の中でルーバーの功績を過大に宣伝し、自尊心の強いヒトラーにルーバーに対する不信感を抱かせるというものだ。オトゥールの作戦は図に当たり、ルーバーはすべての職を解かれてしまう。バット＝スミスとの婚姻関係も破棄。オトゥールとバット＝スミスは無事を確信し、アメリカに向かう客船に乗り込む。ところが、その船にはルーバーも乗り合わせていた。ヒトラーに許されたルーバーは、またしてもナチスのための仕事に復帰していたのだ。しかしバット＝スミスと揉み合った挙句、ルーバーは海に転落。バット＝スミスから事情を打ち明けられたオトゥールは船長に事態を告げるが、船長は好い加減な男で救出活動を行わずそのまま航行を続けてしまう。

## キャスト
※括弧内は日本語吹替（初放送1963年6月22日 23:15- TBS『週末名画劇場』）
- キャシー・オハラ/キャサリン・バット＝スミス/キャサリン・フォン・ルーバー男爵夫人: ジンジャー・ロジャース（公卿圭子）
- パトリック（パット）・オトゥール: ケイリー・グラント（大木民夫）
- フランツ・フォン・ルーバー男爵: ウォルター・スレザック（英語版）（西桂太）
- ガストン・ル・ブラン: アルバート・デッカー
- ボレルスキ将軍: アルベルト・バッサーマン
- エルザ: フェリケ・ボロス
- フォン・クライノッホ: ジョン・バナー（英語版）
- エド・カンバーランド: ハリー・シャノン
- アンナ: ナターシャ・ライテス（英語版）
- クヴィスリング: エモリー・パーネル（英語版）
- ウィーンの仕立て屋の仮縫い工: ハンス・コンリード